# グスタフ・クヌート
グスタフ・クヌート（Gustav Knuth, 1901年7月7日 - 1987年2月1日）は、旧ドイツ帝国のブラウンシュヴァイク生まれのドイツの俳優。

## 来歴
小学校を卒業し、旧ドイツ帝国国有鉄道で鍛冶屋の見習い修行をした後、俳優を志し、地元のブラウンシュヴァイクで演技のレッスンを受け、1918年に俳優デビュー。ハンブルク、バーゼル、ベルリンの各地の舞台に立ち、古典劇・現代劇の両方で様々な役を演じた。
映画には1935年に初出演。以降、多数の映画に出演している。1955年に出演した旧西ドイツ映画『Die Ratten』（日本未公開）は第5回ベルリン国際映画祭金熊賞（グランプリ）を受賞。大ヒットした映画『プリンセス・シシー』3部作（1955年 - 1957年）ではロミー・シュナイダー扮するシシー（エリザベート）の父マクシミリアン・ヨーゼフ・イン・バイエルンを演じた。1960年にはジュリアン・デュヴィヴィエ監督の映画『Das Kunstseidene Mädchen』（日本未公開）にも出演している。1965年の旧西ドイツ/オーストリア映画『アルプスの少女ハイジ』（実写版）では〝ハイジのおじいさん〟を演じた。また、テレビドラマにも1960年代初め頃から進出して、複数のヒットシリーズを持っている。
1974年に自伝「Mit einem Lächeln im Knopfloch」を出版。同年、長年の功績を称えられ、ドイツ映画賞の功労賞を受賞。
その後も1980年代初頭まで活躍を続け、1987年2月1日、心筋梗塞のためチューリッヒ近郊で死去。墓もそのチューリッヒ近郊にある。
最初の結婚で儲けた息子のクラウス・クヌート（Klaus Knuth。1935年生まれ）も俳優になった。

## 主な出演映画
| 制作年 | 邦題 原題                                                          | 役名                                       | 備考  |
| ------ | ------------------------------------------------------------------ | ------------------------------------------ | ----- |
| 1944   | グローセ・フライハイト7番地 Große Freiheit Nr. 7                   | Fiete                                      | [ 1 ] |
| 1945   | 橋のたもとで Unter den Brücken                                     | Willy                                      | [ 2 ] |
| 1955   | プリンセス・シシー Sissi                                           | マクシミリアン・ヨーゼフ・イン・バイエルン |       |
| 1955   | 最後の08/15 08/15 - In der Heimat                                  | Major Hinrichsen                           |       |
| 1955   | 雨の夜の銃声 Himmel ohne Sterne                                    | Otto Friese                                |       |
| 1956   | 若き皇后シシー Sissi - Die junge Kaiserin                          | マクシミリアン・ヨーゼフ・イン・バイエルン | [ 3 ] |
| 1957   | シシー ある皇后の運命の歳月 Sissi - Schicksalsjahre einer Kaiserin | マクシミリアン・ヨーゼフ・イン・バイエルン | [ 4 ] |
| 1958   | ザイラーの初恋物語 Ein Stück vom Himmel                            | Axel von Pröhl                             |       |
| 1958   | 黒い稲妻 Der Schwarze Blitz                                        | Hotelier Haringer                          |       |
| 1959   | 黄色い恐怖 Geliebte Bestie                                         | Carl de Vries, Varieté-Agent               |       |
| 1959   | 未完成交響楽 Das Dreimäderlhaus                                    | Christian Tschöll                          | [ 5 ] |
| 1960   | 三色すみれ Eine Frau fürs ganze Leben                              | Vater Barnebusch                           |       |
| 1965   | ヴィエナ超特急 Schüsse im Dreivierteltakt                          | Oberst                                     |       |
| 1965   | アルプスの少女ハイジ Heidi                                         | ハイジのおじいさん                         | [ 6 ] |